# РТВ 2
РТВ 2 је телевизијска станица у склопу Радио-телевизије Војводине са седиштем у Новом Саду. Програм се емитује на српском, мађарском, македонском, ромском, румунском, русинском, словачком, украјинском, хрватском и буњевачком језику.